# 別什恰迪縣

49°26′N 22°36′E / 49.433°N 22.600°E
別什恰迪縣（波蘭語：Powiat bieszczadzki），是波蘭的縣份，位於該國南部，由喀爾巴阡山省負責管轄，首府設於下烏斯奇基，面積1,138平方公里，2006年人口22,213，人口密度每平方公里20人。